# Ōno Shinden en la provincia de Suruga
Ōno Shinden en la provincia de Suruga (駿州大野新田 Sunshū Ōno-shinden?) es una estampa japonesa o ukiyo-e obra de Katsushika Hokusai. Fue producida entre 1830 y 1832 como parte de las diez pinturas adicionales de la célebre serie Treinta y seis vistas del monte Fuji, a finales del período Edo. Retrata un paisaje contrastado entre los campesinos que se dirigen de vuelta a sus hogares tras la cosecha y el monte Fuji, que se alza distante tras la niebla.

## Escenario
Ōno se situaba entre las paradas de Hara y Yoshiwara en la ruta Tokaidō, al sur del Fuji en lo que la actualidad es la prefectura de Shizuoka. El término «shinden» («nuevos campos»), era el nombre dado a los campos que se iniciaron recientemente para el cultivo. Durante la era Edo, el shōgun y los daimyō ampliaron las tierras agrícolas para poder alimentar a la población que estaba en auge, además de obtener más impuestos. De este modo se expandió el cultivo en zonas salvajes y pantanosas. Los «shinden» de Ōno representan un área pantanosa con cultivos de caña o juncos.

## Descripción
La impresión es de formato ōban, en madera policromada. En primer plano, un grupo de agricultores vestidos en uniforme azul regresan a casa bordeando de los arrozales anegados con cinco bueyes cargados con haces de juncos. Al frente, dos mujeres cortan hierba y se la echan en la espalda. El conjunto de bueyes y juncos añade peso a la composición y enfatiza en el trabajo que se está realizando. En contraste, el vuelo de las garcetas blancas guía la mirada del espectador a través del vacío término medio, desde donde el Fuji se eleva sobre bandas de niebla con un aspecto «etéreo». La elección de colores es sencilla y la domina un tono de azul, a diferencia del cielo rosado al costado derecho de la montaña —que indica que la escena sucede al amanecer— y las áreas marrones de los juncos y bueyes.